# ヨネックスレディスゴルフトーナメント

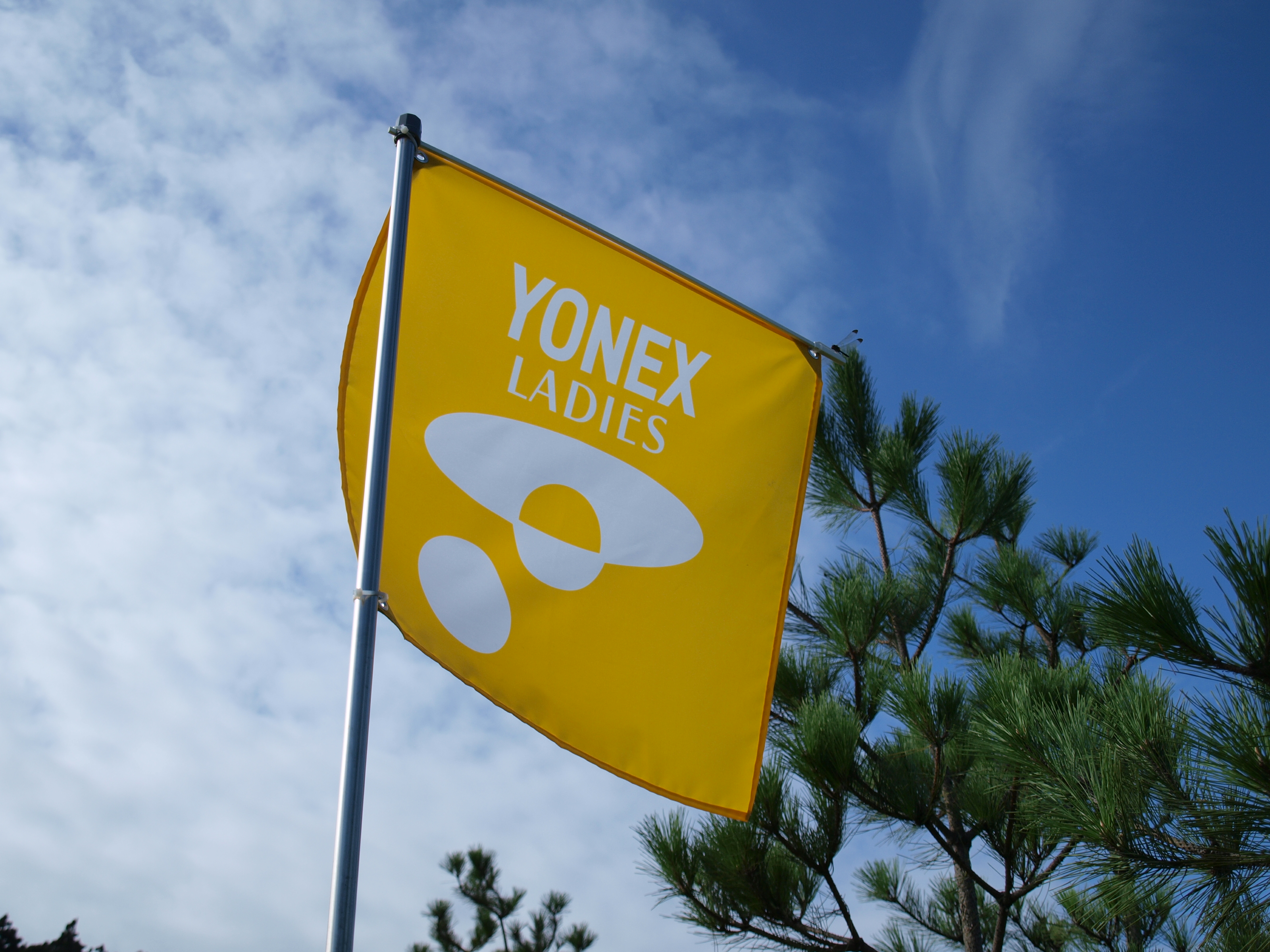
ヨネックスレディス
ゴルフトーナメント

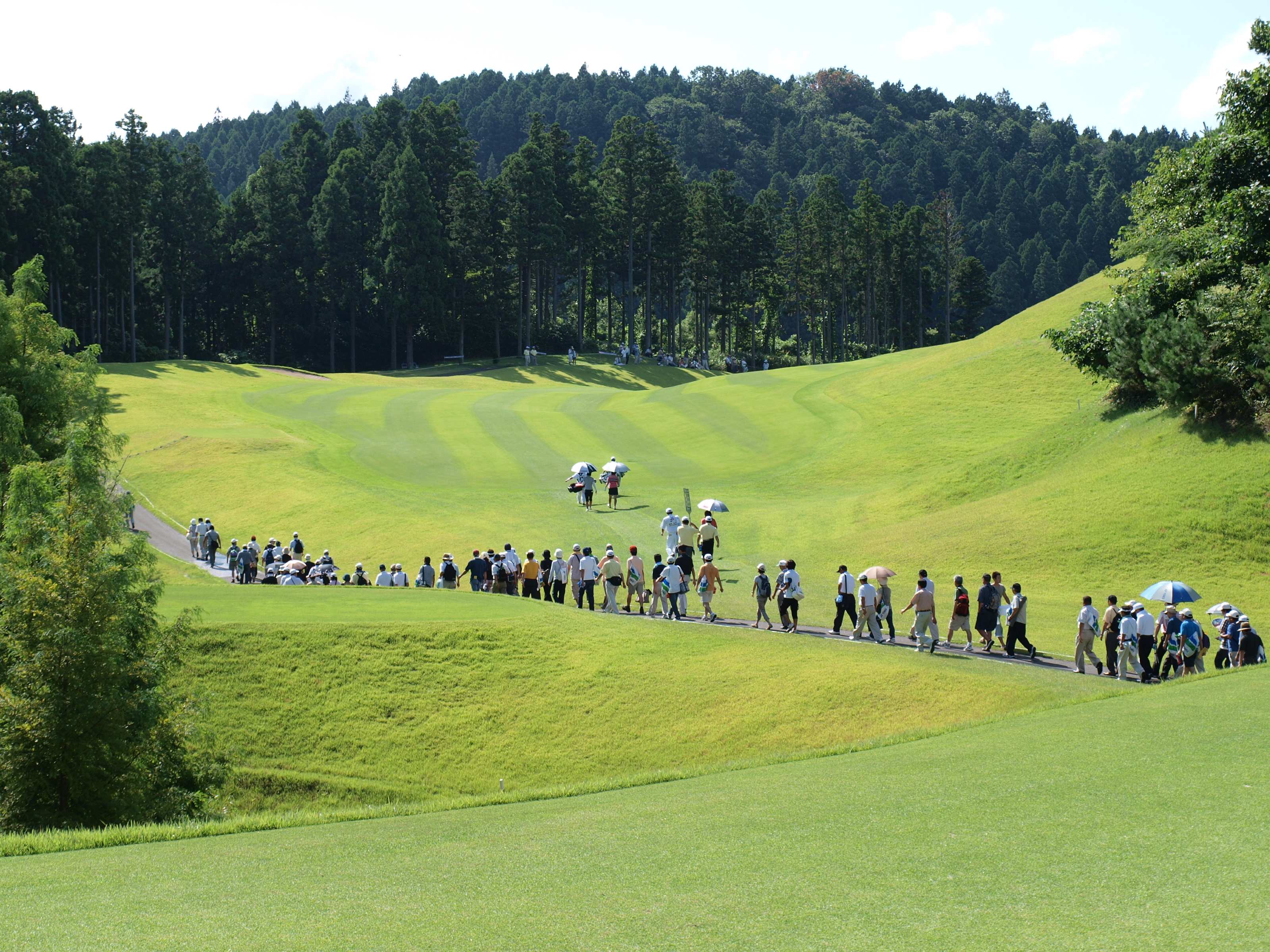
ヨネックスレディス
ゴルフトーナメント 2008

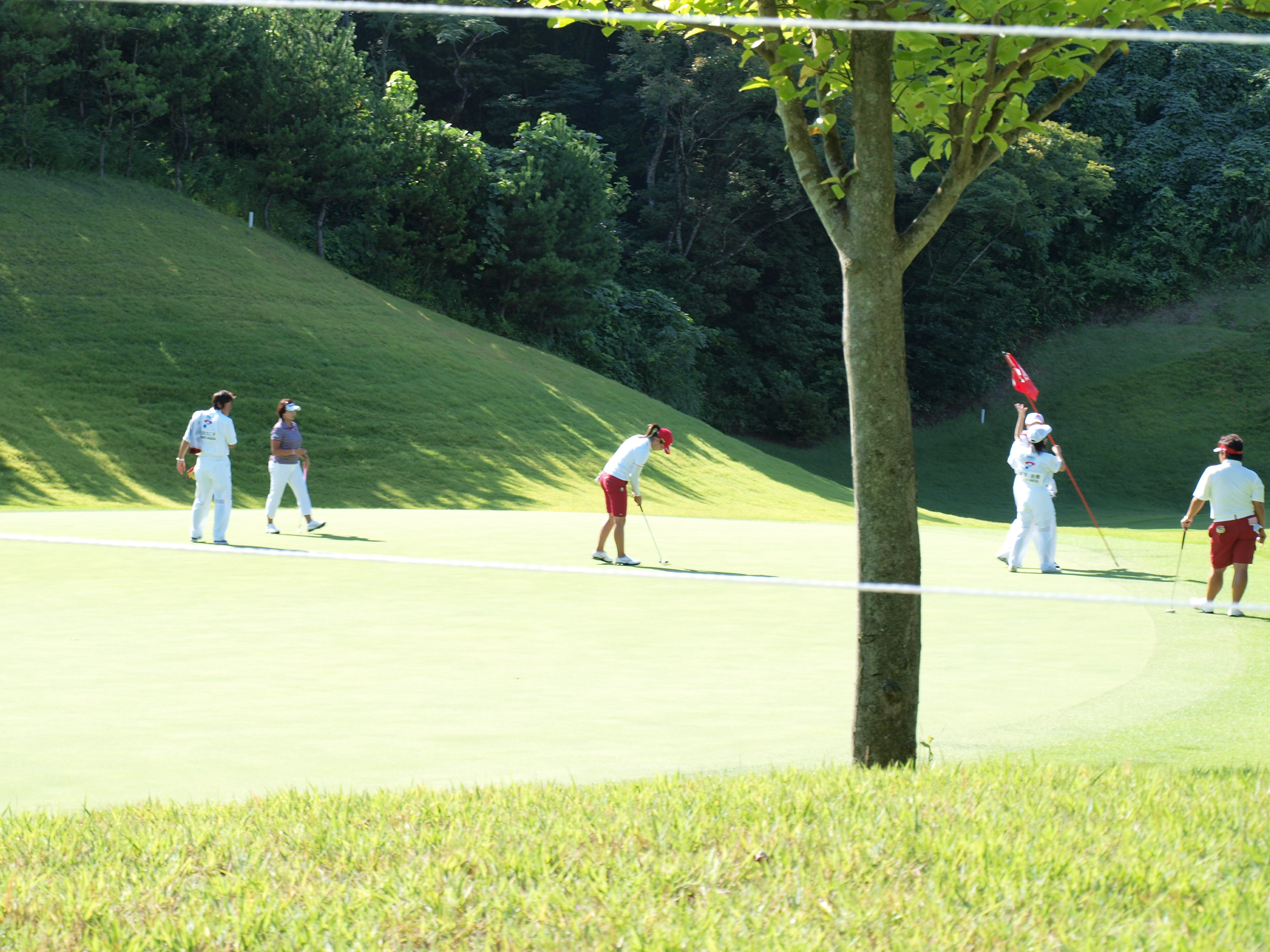
ヨネックスレディス
ゴルフトーナメント 2008

ヨネックスレディスゴルフトーナメントはスポーツ用品メーカーのヨネックスが主催する日本女子プロゴルフ協会公認による女子プロゴルフトーナメントの一つであり、毎年6月第1週に開催されている。2024年現在、賞金総額9000万円、優勝賞金1620万円。
第1回大会となる1999年より『ヨネックスレディスゴルフトーナメント』の大会名で親しまれてきたが、2022年度より、特別協賛に高級時計メーカーのリシャール・ミルジャパンが参加し、大会名が『リシャールミル ヨネックスレディスゴルフトーナメント』に改名され、2023年より会場を静岡県富士宮市の朝霧ジャンボリーゴルフクラブに変更したことに併せて、大会名を『リシャール・ミル ヨネックスレディスゴルフトーナメントin朝霧』にそれぞれ変更されて開催されたが、2024年には大会名が元の『ヨネックスレディスゴルフトーナメント』に復され、会場も新潟県長岡市のヨネックスカントリークラブに再び戻った。
なお、ヨネックスカントリークラブが所在する新潟県長岡市（開業当時は新潟県三島郡寺泊町）は、ヨネックス（「米山製作所」）の創業地でもある。

## 歴代優勝者
| 開催回                                                      | 開催年                               | 優勝者名                             | スコア                               | 開催コース                           | 備考 |
| ヨネックスレディスゴルフトーナメント                        | ヨネックスレディスゴルフトーナメント | ヨネックスレディスゴルフトーナメント | ヨネックスレディスゴルフトーナメント | ヨネックスレディスゴルフトーナメント | ヨネックスレディスゴルフトーナメント |
| ----------------------------------------------------------- | ------------------------------------ | ------------------------------------ | ------------------------------------ | ------------------------------------ | --- |
| 第1回                                                       | 1999年                               | 野呂奈津子                           | -6                                   | ヨネックスカントリークラブ           | |
| 第2回                                                       | 2000年                               | 小野香子                             | -9                                   | ヨネックスカントリークラブ           | |
| 第3回                                                       | 2001年                               | 不動裕理                             | -12                                  | ヨネックスカントリークラブ           | |
| 第4回                                                       | 2002年                               | 不動裕理                             | -15                                  | ヨネックスカントリークラブ           | |
| 第5回                                                       | 2003年                               | 古閑美保                             | -9                                   | ヨネックスカントリークラブ           | |
| 第6回                                                       | 2004年                               | 馬場ゆかり                           | -10                                  | ヨネックスカントリークラブ           | |
| 第7回                                                       | 2005年                               | 辛炫周                               | -7                                   | ヨネックスカントリークラブ           | |
| 第8回                                                       | 2006年                               | 大山志保                             | -8                                   | ヨネックスカントリークラブ           | |
| 第9回                                                       | 2007年                               | 不動裕理                             | -12                                  | ヨネックスカントリークラブ           | |
| 第10回                                                      | 2008年                               | 北田瑠衣                             | -9                                   | ヨネックスカントリークラブ           | |
| 第11回                                                      | 2009年                               | 全美貞                               | -17                                  | ヨネックスカントリークラブ           | |
| 第12回                                                      | 2010年                               | 全美貞                               | -9                                   | ヨネックスカントリークラブ           | |
| 第13回                                                      | 2011年                               | 茂木宏美                             | -5                                   | ヨネックスカントリークラブ           | |
| 第14回                                                      | 2012年                               | フォン・シャンシャン                 | -8                                   | ヨネックスカントリークラブ           | 馬場ゆかりとのプレーオフを制す。 |
| 第15回                                                      | 2013年                               | 表純子                               | -10                                  | ヨネックスカントリークラブ           | |
| 第16回                                                      | 2014年                               | 成田美寿々                           | -8                                   | ヨネックスカントリークラブ           | 大山志保と大和笑莉奈とのプレーオフを制す。 |
| 第17回                                                      | 2015年                               | 大山志保                             | -10                                  | ヨネックスカントリークラブ           | |
| 第18回                                                      | 2016年                               | ポラニ・チュティチャイ               | -10                                  | ヨネックスカントリークラブ           | 上田桃子とのプレーオフを制してJLPGAツアー初優勝。 |
| 第19回                                                      | 2017年                               | 青木瀬令奈                           | -4                                   | ヨネックスカントリークラブ           | 初日が二度にわたる雷雲接近による中断の影響などにより中止。 36ホールに短縮。                                                                                |
| 第20回                                                      | 2018年                               | 大山志保                             | -10                                  | ヨネックスカントリークラブ           | |
| 第21回                                                      | 2019年                               | 上田桃子                             | -13                                  | ヨネックスカントリークラブ           | |
| 第22回                                                      | 2020年                               | 大会中止                             | 大会中止                             | 大会中止                             | 大会中止 |
| 第22回                                                      | 2021年                               | 笠りつ子                             | -12                                  | ヨネックスカントリークラブ           | |
| リシャール・ミル ヨネックスレディスゴルフトーナメント       |                                      |                                      |                                      |                                      | |
| 第23回                                                      | 2022年                               | 稲見萌寧                             | -7                                   | ヨネックスカントリークラブ           | |
| リシャール・ミル ヨネックスレディスゴルフトーナメントin朝霧 |                                      |                                      |                                      |                                      | |
| 第24回                                                      | 2023年                               | 川岸史果                             | -9                                   | 朝霧ジャンボリーゴルフクラブ         | 第1日が台風2号による大雨により中止、 第2日が濃霧によりサスペンデッドとなった為、 27ホールの短縮競技＆セカンドカット実施。 佐久間朱莉とのプレーオフを制す。 |
| ヨネックスレディスゴルフトーナメント                        |                                      |                                      |                                      |                                      | |
| 第25回                                                      | 2024年                               | 新垣比菜                             | -14                                  | ヨネックスカントリークラブ           | |
| 第26回                                                      | 2025年                               | 高野愛姫                             | -15                                  | ヨネックスカントリークラブ           | |

## テレビ放送
- 2012年までは大会2日目・最終日の模様をテレビ東京をはじめとするTXN系列6局ネット及び開催地の新潟放送、BSデジタル放送のBSテレ東（旧BSジャパン）で放送。更に最終日については東北放送、テレビユー福島、静岡放送、中国放送、熊本放送、宮崎放送、南日本放送にもネットしていた。
- 2013年以降は大会2日目・最終日の模様をBSテレ東で生放送。開催地の新潟放送は2日目は録画中継、最終日は生中継の体制に変更し、TXN系列などでの放送は消滅した。

## 参考
- 日本女子プロゴルフ協会 ヨネックスレディスゴルフトーナメント